# Manuganahalli, Mandya
Manuganahalli là một làng thuộc tehsil Mandya, huyện Mandya, bang Karnataka, Ấn Độ.